# يوروديف

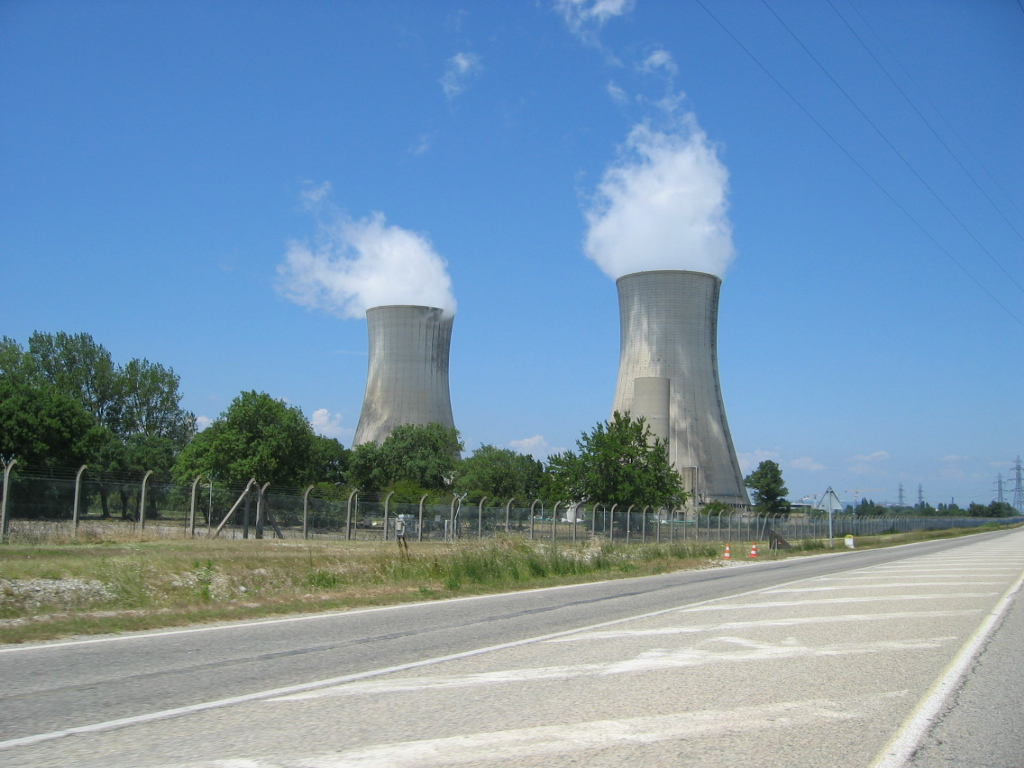
أبراج التبريد لمحطة يوروديف - فرنسا

يوروديف, وهي اختصار للمجمع الأوروبي لتخصيب اليورانيوم بواسطة الانتشار الغازي, وهي فرع من شركة أريفا (آرفا) الفرنسية والتي تمتلك منشأة لتخصيب اليورانيوم في محطة تريكازتين النووية في بايغليت - دغوم. المحطة النووية في بايغليت تمتلك العديد من المنشأت النووية والتي تعد يوروديف أكبرها.